# Канцеларија за борбу против дроге
Канцеларија за борбу против дрога  је канцеларија при Влади Републике Србије. Канцеларија координира рад државних органа, припрема националну стратегију, прописе и акционе планове у борби против дрога. Канцеларија координира сарадњу Србије са телима Уједињених нација и Европске уније. Канцеларија учествује у доношењу програма и мера за борбу против дрога, одвикивању од зависности и бригу о корисницима и зависницима од дрога.

## Опис канцеларије
Функције руководилаца у Канцеларији за борбу против дроге као органа државне управе утврђене су Законом о државној управи и Уредбом о Канцеларији за борбу против дрога.
На основу члана 3. Уредбе о Канцеларији за борбу против дрога, Канцеларијом руководи директор кога поставља Влада на пет година. Директор Канцеларије одговоран је Влади и Генералном секретару Владе. Директор Канцеларије је државни службеник на положају.
Директор Канцеларије руководи, организује, усмерава  рад Канцеларије, представља Канцеларију и обезбеђује законито и ефикасно обављање послова, одлучује о дужностима и правима и одговорностима запослених и обавља друге послове у складу са законом.

## Надлежности канцеларије
Канцеларија обавља стручне, оперативне и административне послове за потребе Владе и послове који су заједнички посебним организацијама и министарствима, а који се односе на борбу против дроге. 
Канцеларија разматра питања, прати појаве, припрема и иницира доношење одговарајућег акта и обавља друге послове у вези са применом прописа у борби против дрога.
Канцеларија координира рад органа државне управе на подручју борба против дрога, прати и координира рад одговарајућих комисија и других радних тела из области борбе против дрога.
Канцеларија учествује у припреми нацрта Националне стратегије за борбу против дрога као и Нацрта акционог плана за спровођење стратегије.
Канцеларија учествује у изради нацрта закона, других прописа и аката којима се уређује област дрога и борба против дрога у усклађивању прописа из ове области са прописима Европске уније, разматра препоруке и даља питања и предлоге за спровођење међународних конвенција из ових области
Канцеларија прати и учествује у пословима који се односе на учешће Републике Србије у раду тела Европске уније и уједињених нација на подручју борба против дрога и координира систем који подразумева прикупљање објективних, упоредивих и поузданих података о дрогама, координира и прати постојећу методологију прикупљања, анализирања и доступности података о дрогама и борби против њихове злоупотребе и предлаже њихово унапређење и усклађивање у складу са препорукама европског центра за праћење дрога и зависности од дрога.
Канцеларија израђује извештаје о дрогама и борби против дрога на годишњем нивоу.
Канцеларија учествује у припреми, праћењу и спровођењу пројеката финансираних из Фондова ЕУ и пројеката других међународних организација, везаних за делокруг рада канцеларије и даје предлог расподеле средстава из буџета републике намењених за ову област.
Канцеларија даје претходно мишљење о посебним и општим програмима за борбу против дрога, програма одвикавања и бриге о корисницима и зависницима дроге.
Канцеларија сарађује са органима управе и локалне самоуправе, установама које су везане за социјалну заштиту, образовним, здравственим установама и другим удружењима у циљу едукације и спровођење превентивних мера за борбу против дрога .